# Gallocanta
Gallocanta község Spanyolországban,  Zaragoza tartományban. Gallocanta Bello, Las Cuerlas, Used, Santed, Val de San Martín, Castejón de Tornos és Berrueco községekkel határos. Lakosainak száma 133 fő (2024).

## Nevezetességek
Gallocanta egyike annak a hat községnek, amelyek területén osztozik Nyugat-Európa egyik legjelentősebb sóstava, a településről elnevezett Gallocantai-tó.

## Népesség
A település népessége az utóbbi években az alábbiak szerint változott:
| Lakosok száma | 163  | 158  | 156  | 153  | 154  | 158  | 162  | 152  | 120  | 133  |
|               | 2001 | 2004 | 2007 | 2009 | 2012 | 2014 | 2017 | 2019 | 2022 | 2024 |